# Сольс-Монклен
Сольс-Монкле́н (фр. Saulces-Monclin) — коммуна во Франции, находится в регионе Шампань — Арденны. Департамент коммуны — Арденны. Входит в состав кантона Новьон-Порсьен. Округ коммуны — Ретель.
Код INSEE коммуны — 08402.
Коммуна расположена приблизительно в 175 км к северо-востоку от Парижа, в 70 км севернее Шалон-ан-Шампани, в 27 км к юго-западу от Шарлевиль-Мезьера.

## Население
Население коммуны на 2008 год составляло 646 человек.
| 1962 | 1968 | 1975 | 1982 | 1990 | 1999 | 2008 |
| ---- | ---- | ---- | ---- | ---- | ---- | ---- |
| 456  | 526  | 518  | 474  | 513  | 528  | 646  |

## Экономика
В 2007 году среди 380 человек в трудоспособном возрасте (15—64 лет) 272 были экономически активными, 108 — неактивными (показатель активности — 71,6 %, в 1999 году было 67,4 %). Из 272 активных работали 252 человека (143 мужчины и 109 женщин), безработных было 20 (10 мужчин и 10 женщин). Среди 108 неактивных 22 человека были учениками или студентами, 32 — пенсионерами, 54 были неактивными по другим причинам.

## Достопримечательности
- Часовня Сен-Мари (XIII век). Исторический памятник с 1984 года[3]

## Фотогалерея
- Часовня Сен-Мари
- Памятник погибшим в Первой мировой войне
- Церковь
- Школа